# جاك كوكس (سياسي)
جاك كوكس (بالإنجليزية: Jack Cox)‏ هو سياسي أمريكي، ولد في 20 أغسطس 1921 في مقاطعة ستيفينز في الولايات المتحدة، وتوفي في 27 أبريل 1990. حزبياً، نشط في الحزب الجمهوري والحزب الديمقراطي. وقد انتخب عضو مجلس نواب تكساس.